# Ioan Valeriu Achiriloaie
Ioan Valeriu Achiriloaie (ur. 20 sierpnia 1990 w Braszowie) – rumuński narciarz alpejski, olimpijczyk.

## Udział w ważnych imprezach

### Zimowe Igrzyska Olimpijskie
- Soczi 2014 – 46. (zjazd), DNF (super kombinacja)

### Mistrzostwa Świata Juniorów
- Francja 2010 – 49. (slalom), DNF (slalom gigant)